# Kevin Zeroli
Kevin Zeroli (Busto Arsizio, 11 gennaio 2005) è un calciatore italiano, centrocampista del Monza, in prestito dal Milan.

## Biografia
È nato a Busto Arsizio da padre italiano e madre nigeriana.

## Caratteristiche tecniche
È un centrocampista centrale molto duttile.

## Carriera

### Club
Zeroli è un prodotto del settore giovanile del Milan dove ha iniziato a giocare all'età di cinque anni. Nel giugno 2023 ha firmato il suo primo contratto professionistico con il club rossonero valido fino al 2027, ed è stato nominato capitano della formazione Primavera.
Il 21 agosto ha ricevuto la prima convocazione in prima squadra in vista della trasferta contro il Bologna, senza però riuscire a debuttare. Ha esordito invece il 30 dicembre 2023 subentrando a Ruben Loftus-Cheek al 74' dell'incontro di Serie A vinto 1-0 contro il Sassuolo. Il 16 aprile 2024 ha prolungato il contratto con i rossoneri fino al 2028 e la stagione successiva è stato assegnato al neonato Milan Futuro di cui è stato nominato capitano. Ha segnato il suo primo gol il 27 ottobre nella trasferta vinta 2-0 sul campo del Perugia.
Il 3 febbraio 2025, è stato ceduto in prestito al Monza, sempre in massima serie, fino al termine della stagione. Dopo aver collezionato otto presenze nel resto del campionato, e nonostante il coinvolgimento nella retrocessione in Serie B al termine della stagione, il 18 giugno dello stesso anno il prestito di Zeroli al club brianzolo viene rinnovato per un'altra annata.

### Nazionale
Nel 2023 ha giocato alcune partite con la nazionale giovanile italiana Under-19. In seguito ha debuttato anche con l'Under-20.

## Statistiche

### Presenze e reti nei club
Statistiche aggiornate al 18 maggio 2025.
| Stagione        | Squadra         | Campionato      | Campionato | Campionato | Coppe nazionali | Coppe nazionali | Coppe nazionali | Coppe continentali | Coppe continentali | Coppe continentali | Altre coppe | Altre coppe | Altre coppe | Totale | Totale | Totale |
| Stagione        | Squadra         | Comp            | Pres       | Reti       | Comp            | Pres            | Reti            | Comp               | Pres               | Reti               | Comp        | Pres        | Reti        | Pres   | Reti   |        |
| --------------- | --------------- | --------------- | ---------- | ---------- | --------------- | --------------- | --------------- | ------------------ | ------------------ | ------------------ | ----------- | ----------- | ----------- | ------ | ------ | ------ |
| 2023-2024       | Milan           | A               | 3          | 0          | CI              | 1               | 0               | UCL+UEL            | 0                  | 0                  | -           | -           | -           | 4      | 0      |        |
| 2024-feb. 2025  | Milan           | A               | 1          | 0          | CI              | 0               | 0               | UCL                | 0                  | 0                  | SI          | 0           | 0           | 1      | 0      |        |
| Totale Milan    | Totale Milan    | Totale Milan    | 4          | 0          |                 | 1               | 0               |                    | 0                  | 0                  |             | 0           | 0           | 5      | 0      |        |
| 2024-feb. 2025  | Milan Futuro    | C               | 15         | 4          | CI-C            | 2               | 0               | -                  | -                  | -                  | -           | -           | -           | 17     | 4      |        |
| feb.-giu. 2025  | Monza           | A               | 8          | 0          | CI              | -               | -               | -                  | -                  | -                  | -           | -           | -           | 8      | 0      |        |
| Totale carriera | Totale carriera | Totale carriera | 27         | 4          |                 | 3               | 0               |                    | 0                  | 0                  |             | 0           | 0           | 30     | 4      |        |

## Palmares

### Club
- Supercoppa italiana:

Milan: 2024